# ロリック・カナ
ロリック・アギム・カナ（Lorik Agim Cana アルバニア語発音: [ˈlɔɾik ˈtsana], 1983年7月27日 - ）は、ユーゴスラビアのコソボ自治州（現・コソボ）・プリシュティナ出身の元サッカー選手。現役時代のポジションはMF (DH)、DF (CB)。
元アルバニア代表。アルバニアの他にスイス、フランスの市民権を持つ。2003年にはアルバニア最優秀選手賞に選ばれた。
名字の「カナ」はフランス語読みであり、母国語のアルバニア語の読み方に準ずれば「ツァナ」となる。

## 経歴

### クラブ
16歳の時にアーセナルFCのトライアルを受けるも、労働許可証の問題から契約には至らなかった。
パリ・サンジェルマンFCでプロデビューを飾り、2004年にはクープ・ドゥ・フランス優勝を経験した。
2005年にオリンピック・マルセイユに移籍し、クープ・ドゥ・フランスで2度準優勝した。2007年夏にハビブ・ベイェがニューカッスル・ユナイテッドへ移籍したため、カナがキャプテンに就任した。
2009年に移籍したサンダーランドAFCではプレミアリーグ史上初のアルバニア人選手としてプレーした。
2010年7月、4年契約でトルコ・シュペルリガのガラタサライに移籍した。移籍金は500万ユーロを超えるとされる。
セリエAのSSラツィオに移籍。
2015年、FCナントと2年契約を結んだ。
2016年6月、現役引退を発表した。

### 代表
その経歴からアルバニア代表の他、スイス代表およびフランス代表としてプレーする資格もあったが、最終的にルーツのアルバニアを選択した。2003年6月、19歳でUEFA欧州選手権2004予選のスイス戦に出場しアルバニア代表デビュー。以来、代表の中心選手として歴代最多となる93試合に出場。2016年には自身初の国際大会であるUEFA EURO 2016に参加した。大会終了後、代表からの引退を表明。

## 所属クラブ
- パリ・サンジェルマンFC　2000-2005
- オリンピック・マルセイユ　2005-2009
- サンダーランドAFC　2009-2010
- ガラタサライSK 2010-2011
- SSラツィオ 2011-2015
- FCナント　2015-2016

## タイトル
クラブ
パリ・サンジェルマンFC
- クープ・ドゥ・フランス 2003-04

SSラツィオ
- コッパ・イタリア 2008-09, 2012-13